# Schweizerische Vogelwarte Sempach
Die Schweizerische Vogelwarte Sempach ist eine gemeinnützige Stiftung für Vogelkunde und Vogelschutz mit Hauptsitz in Sempach im Kanton Luzern.

## Tätigkeit
Die Vogelwarte wurde 1924 als Beringungszentrale zur Erforschung des Vogelzugs im Alpenraum gegründet. Zunächst war sie im Haus des ornithologisch begeisterten Sempachers Alfred Schifferli senior (1879–1934) angesiedelt. Von einem ehrenamtlich geführten Einmannbetrieb hat sie sich seither zu einem eigenständigen, im In- und Ausland anerkannten Institut mit rund 200 Mitarbeitenden entwickelt.
1954 wurde die Schweizerische Vogelwarte Sempach in eine unabhängige Stiftung nach schweizerischem Recht überführt. 1955 zog die Vogelwarte vom Rathaus von Sempach in ein neues Gebäude am Sempachersee. Seit 1958 betreibt sie unter anderem eine Beringungsstation am 1923 m ü. M. hohen Col de Bretolet.
Der private Status der Schweizerischen Vogelwarte Sempach ist einzigartig. Viele andere Vogelwarten und ornithologische Institute sind staatliche Einrichtungen. Die Schweizerische Vogelwarte Sempach wird finanziell von Spenden getragen und kann bei der landesweiten Überwachung der Vogelbestände auf die Unterstützung von über 2000 freiwilligen Mitarbeitenden zählen. Sie führt Regionalstellen in Sitten, Contone, Chur, Yverdon-les-Bains und Schaffhausen.
Die Schweizerische Vogelwarte Sempach überwacht die einheimische Vogelwelt, erforscht die Lebensweise der wildlebenden Vögel und geht den Ursachen der Bedrohung der Vogelwelt auf den Grund. Für gefährdete Vogelarten entwickelt sie Schutz- und Fördermassnahmen, besonders auch in  Schutzgebieten an Gewässern. Gemeinsam mit ihren Partnern setzt sie sich dafür ein, dass die Erkenntnisse der Vogelwelt und der Natur zugutekommen. Die Schweizerische Vogelwarte Sempach betreibt eine Pflegestation für kranke, verletzte und verwaiste Vögel. Als nationales Kompetenzzentrum für Vogelkunde und Vogelschutz ist sie Auskunfts- und Beratungsstelle für Öffentlichkeit, Medien und Behörden. Mit Schulprogrammen und Angeboten in der Umweltbildung versucht sie die Bevölkerung für den Schutz der Vogelwelt zu sensibilisieren. Dazu dient in erster Linie das 2015 in Sempach eröffnete moderne Besuchszentrum. Das dreigeschossige Lehmgebäude ist das erste dieser Art in der Schweiz.
Für das Umweltprogramm der Vereinten Nationen koordiniert die Vogelwarte Sempach den afrikanisch-eurasischen Aktionsplan für ziehende Landvögel (AEMLAP).
Die Leitung der Vogelwarte Sempach besteht (Stand 1. Juli 2025) aus Gilberto Pasinelli, Leiter Forschung, Peter Knaus, Leiter Förderung, Barbara Trösch, Leiterin Betrieb, und Christof Bircher, Leiter Öffentlichkeitsarbeit.

## Persönlichkeiten
- Valentin Amrhein (* 1971), Zoologe, Dozent an der Universität Basel, für die Schweizerische Gesellschaft für Vogelkunde und Vogelschutz Redaktor der Zeitschrift Ornithologischer Beobachter
- Lukas Jenni (* 1955), ehemaliger langjähriger wissenschaftlicher Leiter und Vorsitzender der Institutsleitung
- Verena Keller (* 1956), Biologin, ehemalige Verantwortliche für internationale Projekte der Vogelwarte Sempach
- Alfred Schifferli jr. (1912–2007), Leiter der Vogelwarte 1934 bis 1974
- Ernst Sutter (1914–1999), Ornithologe, Teilnehmer am Beringungsprogramm der Vogelwarte Sempach, Redaktor der Zeitschrift Der Ornithologische Beobachter.

## Bilder

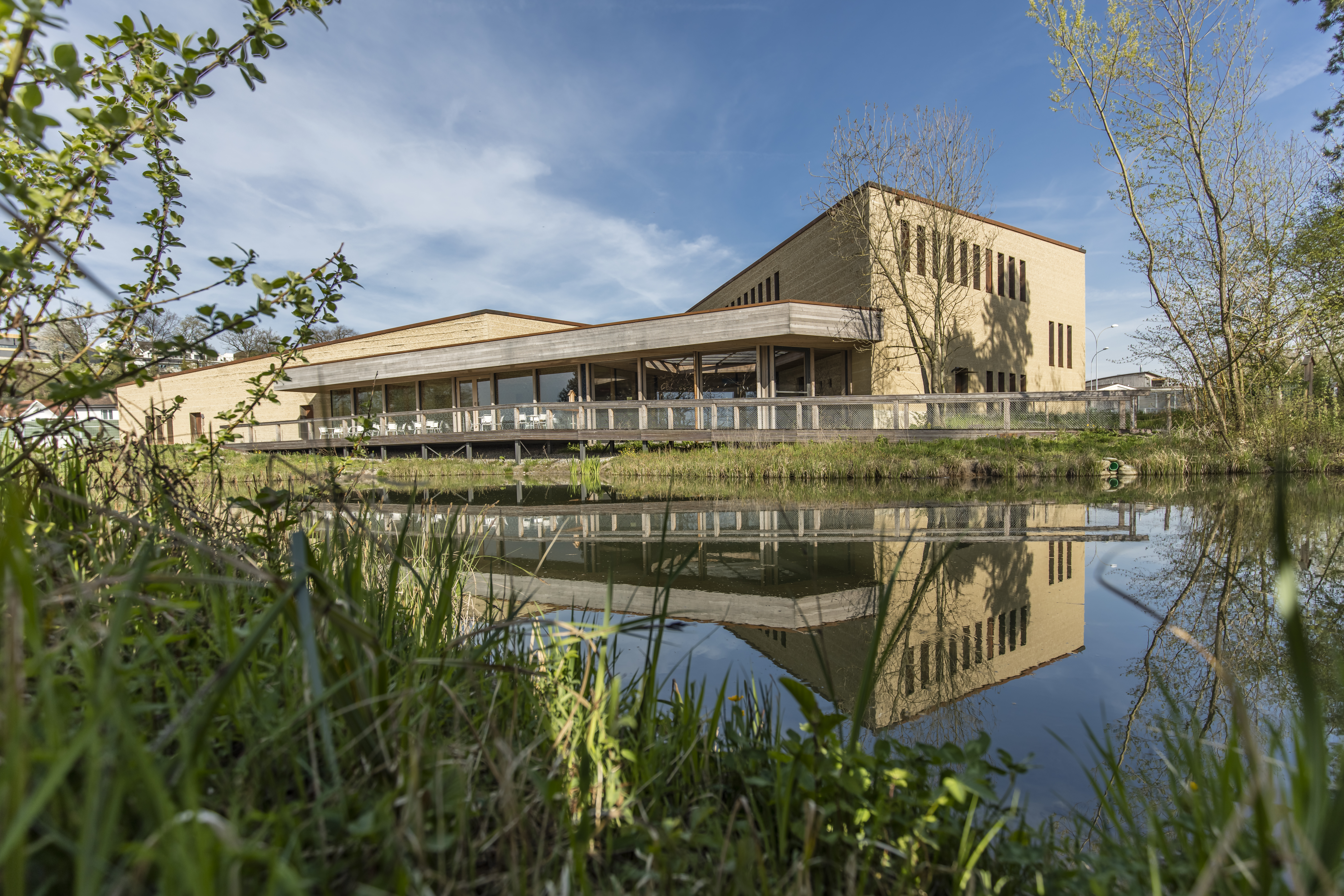
Das 2015 eröffnete Besuchszentrum der Schweizerischen Vogelwarte Sempach.
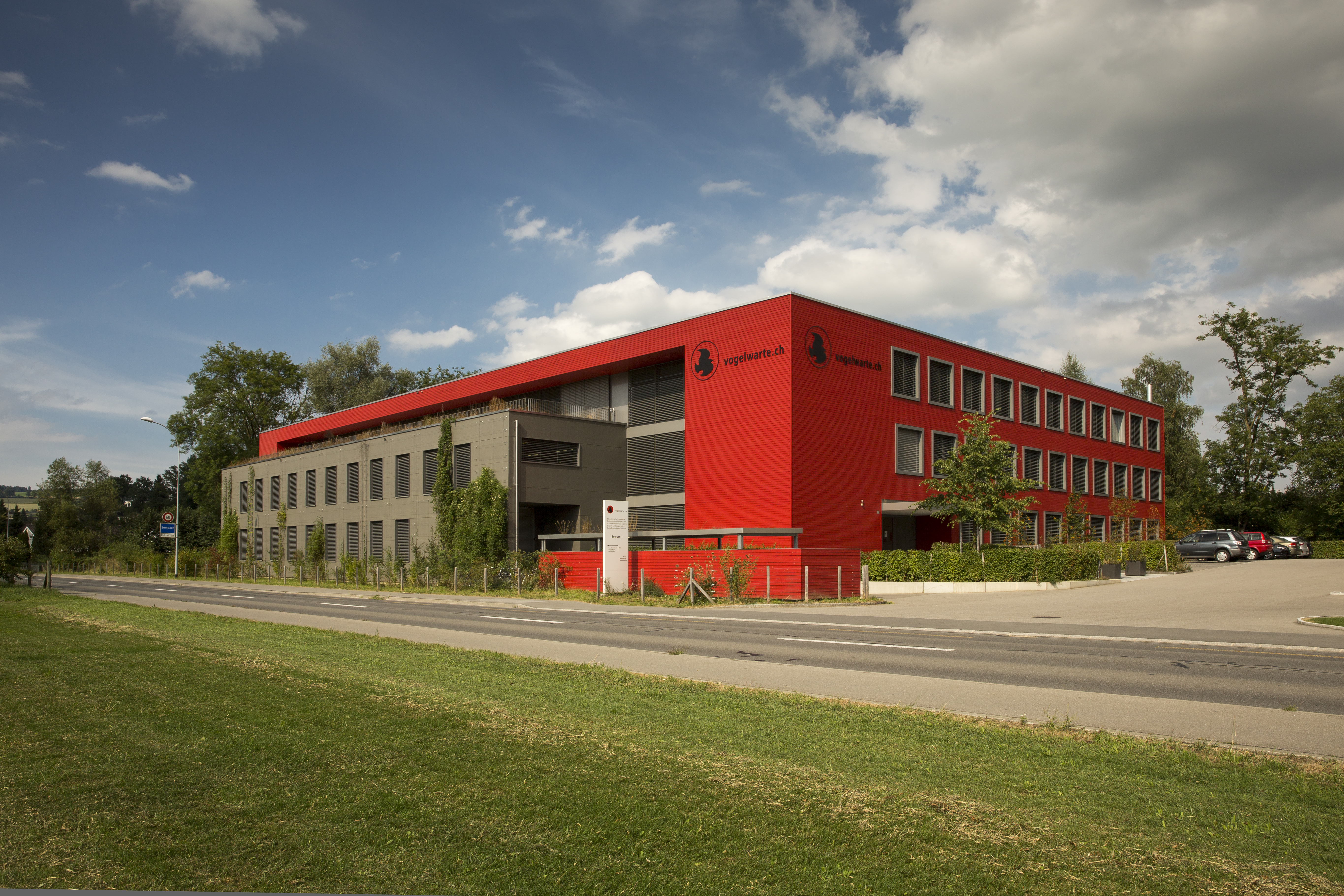
Das Bürogebäude der Schweizerischen Vogelwarte Sempach.
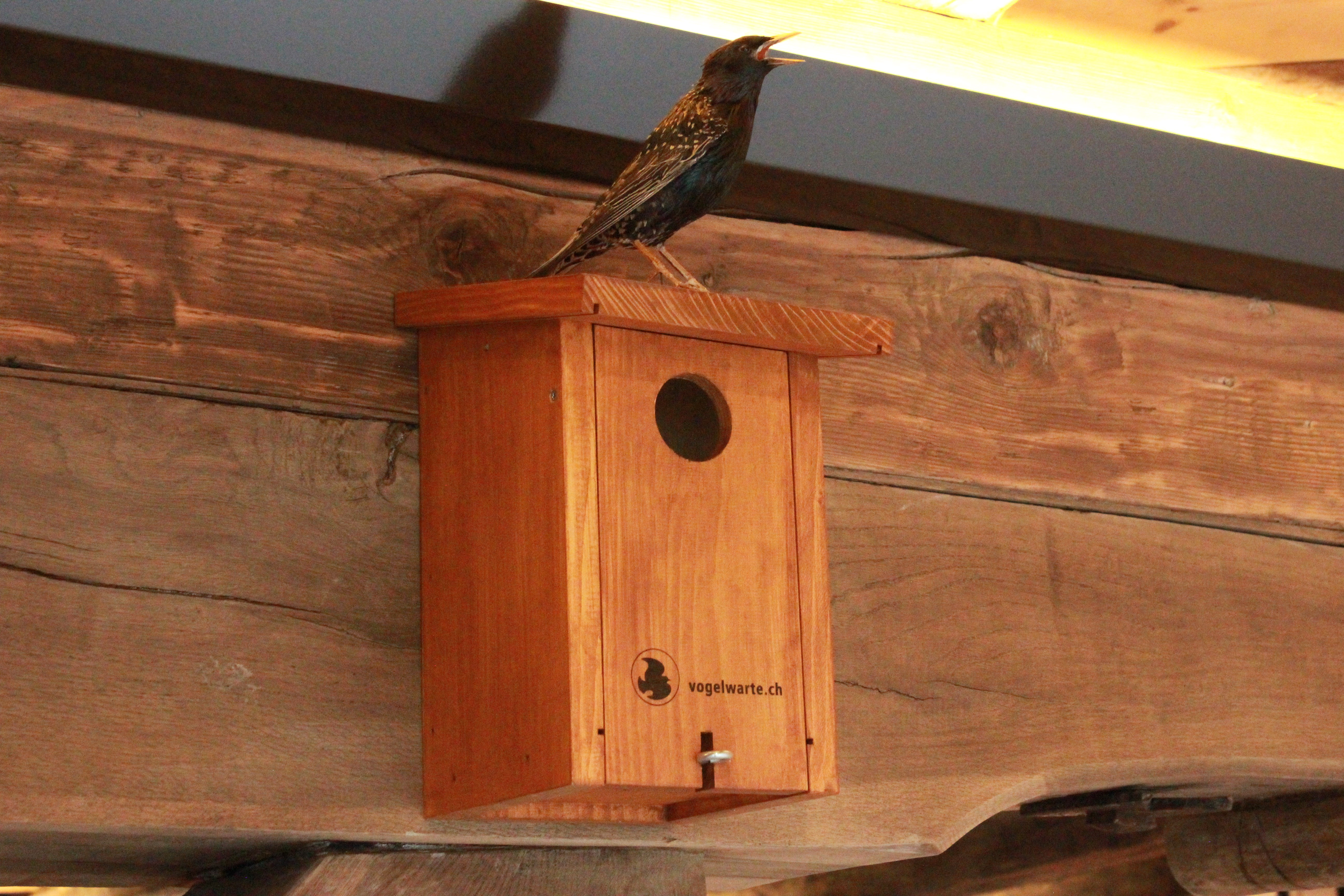
Nistkasten der Vogelwarte Sempach im Rathausmuseum Sempach.
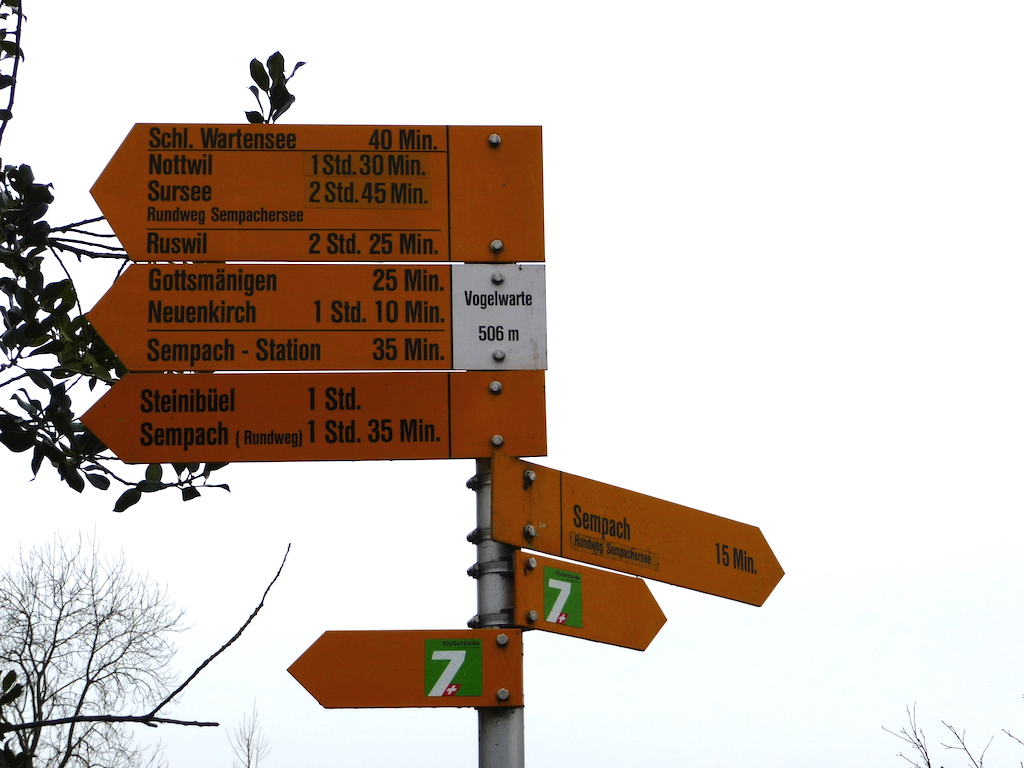
Wanderwegweiser Vogelwarte